# حلوان
حلوان هو اسم مدينة ومحافظة في محافظة القاهرة، مصر. بفضل موقعها الجغرافي المتميز، تستطيع مدينة حلوان أن تقدم لزوار محافظة القاهرة جمالاً خاصاً. ومن بين جماليات هذه المنطقة هو قرب هذه المدينة من نهر النيل العظيم، والذي تقع على ضفافه الأخرى أهرامات مصر الثلاثة، والتي تشكل منظرًا طبيعيًا خاصًا لسكان هذه المنطقة. يستطيع سكان هذه المنطقة يومياً أن يصنعوا لأنفسهم ذكريات جميلة من خلال تواجدهم بجانب نهر النيل ومشاهدة الفن القديم للأهرامات الثلاثة.

## موارد
[ ]ویرایش متنی
مشارکت‌کنندگان ویکی‌پدیا. «قائمة بمراکز مصر». در دانشنامهٔ ویکی‌پدیای عربی، بازبینی‌شده در ۲۱ مارس ۲۰۰۷.

## عمليات البحث ذات الصلة
[ ]ویرایش متنی
- قائمة المدن في مصر

| [الحكمة\|30x30پیکسل] | هذه المقالة عبارة عن جزء صغير عن موقع جغرافي. يمكنك مساعدة ويكيبيديا عن طريق توسيعها . |

فئات :
- مناطق القاهرة الكبرى
- محافظة القاهرة
- مؤسسات القرن السابع الميلادي في الخلافة الأموية
- المناطق السكنية في محافظة القاهرة
- سلبي
- المستوطنات التي تأسست في القرن السابع الميلادي